# حفار (مركز الشواق)
حفار قرية سعودية، تتبع مركز الشواق في محافظة الليث بمنطقة مكة المكرمة.

## نبذة
بلدة حفار أو قرية حفار تابعة لمحافظة الليث تبعد عن محافظة الليث 80 كيلو جنوباً تمتاز بالربيع حيث يتهافت عليها السواح من شتى بقاع المملكة وتمتاز أيضا بسوق الحبحب (البطيخ) الموسمي.

## سكانها
عدد السكان تقريباً : 3000 نسمة. يسكنها بعض اشراف ذوي حسن بن عجلان ومنهم : الاشراف الصمدان، والاشراف الصعوب، ويسكنها أيضا الدعابلة والعوفان، وهذه القبائل تربط بعضهم بعض المعرفة والمودة والمحبة على مر السنين.

## وصلات خارجية
- إمارة منطقة مكة المكرمة
- محافظة الليث